# 藤原成季
藤原 成季（ふじわら の なりすえ、生没年不詳）は、平安時代中期から後期にかけての貴族・漢詩人。藤原南家貞嗣流、文章博士・藤原実範の子。官位は従四位上・文章博士。

## 経歴
後冷泉朝からから大内記を務め、白河朝では式部大輔も兼ねる一方で、周防権介・肥前守・筑前守の兼国にも与った。白河朝末の応徳3年（1086年）文章博士に任ぜられると、のち播磨権介・備前介などの地方官も務め、位階は従四位上に至る。嘉承2年（1107年）3月21日に80余歳で出家した。
文人として『中右記部類紙背漢詩集』『朝野群載』などに漢詩や文章が採録されている。

## 官歴
- 康平4年（1061年） 12月20日：見大内記[2]
- 承保2年（1075年） 5月14日：見式部大輔大内記兼周防権介正五位下[3]
- 承保4年（1077年） 正月：肥前守[4]
- 承暦4年（1080年） 4月21日：見筑前守[5]
- 応徳3年（1086年） 日付不詳：文章博士[1]
- 寛治2年（1088年） 3月15日：見文章博士兼播磨権介従四位下[3]
- 嘉保元年（1094年） 2月22日：見備前介従四位上[6]
- 嘉承2年（1107年） 3月21日：出家[7]

## 系譜
『尊卑分脈』による。
- 父：藤原実範
- 母：小野資通の娘
- 妻：大江広経の娘
  - 男子：藤原永実（1062-1119）
  - 男子：藤原安頼
- 生母不詳の子女
  - 男子：教誉
  - 男子：勝修